# أميمة امرأة ابن الدمينة
أميمة امرأة ابن الدمينة شاعرة أموية، عاشت في القرن 8. كان زوجها من شعراء الغزل، عاتب زوجته يومًا في شيء كان بينهما فأجابته بأبيات من الشعر. وكان ابن الدمينة قد قتل عام 130هـ.